# Cabrerahutia
De cabrerahutia (Mesocapromys angelcabrerai)  is een zoogdier uit de familie van de stekelratten (Echimyidae). De wetenschappelijke naam van de soort werd voor het eerst geldig gepubliceerd door Varona in 1979.

## Voorkomen
De soort komt voor in Cuba.